# L'homme qui n'était pas là
L'homme qui n'était pas là (The Man Who Wasn't There) is een film van René Féret uit 1987 en een bewerking van een griezelroman van McLeish.

## Inhoud
Door allerlei manipulaties wordt een man gek. Anderen willen zich een erfenis toe-eigenen.

## Acteurs
| Acteur             | Personage         |
| ------------------ | ----------------- |
| René Féret         | Charles           |
| Claude Jade        | Alice             |
| Valérie Stroh      | Rella             |
| Georges Descrières | Alexandre         |
| Jacques Dufilho    | Pierre Strosser   |
| Sabine Haudepin    | Isabelle Strosser |